# Westpreußisches Provinzial-Museum Danzig

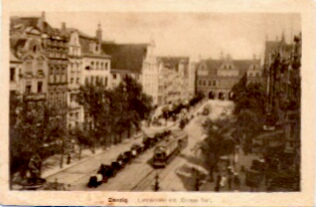
Grünes Tor in Danzig Ende des 19. Jahrhunderts. Hier befand sich der Hauptsaal des Westpreußischen Provinzial-Museums

Das Westpreußische Provinzial-Museum Danzig bestand in der Zeit von 1880 bis 1945 (ab 1923 unter anderem Namen). Einige seiner naturhistorischen Sammlungen gehörten zu den bedeutendsten ihrer Art.

## Vorgeschichte und Gründung
Das Museum ging aus einer naturhistorischen, einer prähistorischen und einer völkerkundlichen Sammlung der Naturforschenden Gesellschaft in Danzig hervor. Die 1742 gegründete Gesellschaft legte diese Sammlungen systematisch ab etwa 1865 an, wobei die ersten Anfänge schon auf die Mitte des 18. Jahrhunderts zurückgehen. Die Gesellschaft präsentierte ihre erste öffentliche Ausstellung mit Exponaten aus der naturhistorischen und der völkerkundlichen Sammlung am 14. September 1869, dem 100. Geburtstag ihres Ehrenmitgliedes Alexander von Humboldt.
Die Gründung des selbständigen Westpreußischen Provinzial-Museums durch den Provinzial-Verband der Provinz Westpreußen hängt eng mit der am 1. April 1878 wiedererlangten Unabhängigkeit der Provinz Westpreußen zusammen. Insbesondere dem damaligen Bürgermeister von Danzig, Leopold von Winter, ist es zu verdanken, dass der II. Provinzial-Landtag bereits im Jahre 1879 die Entscheidung zur Gründung dieses Museums traf. Die Eröffnung fand am 18. September 1880 im Hauptsaal des neuen Museums im Grünen Tor (Langenmarkt 24) statt, einem Stadttor aus dem 16. Jahrhundert.

## Die Entwicklung bis zum Ausbruch des Zweiten Weltkrieges
Das Museum begann mit drei thematischen Sammlungen:
- eine Sammlung von Vogelbälgen (des Ornithologen und Predigers Karl Leopold Boeck);
- eine Bernsteinsammlung (des Gymnasiallehrers und Naturforschers Franz Anton Menge);
- Sammlungen des Westpreussischen Botanisch-Zoologischen Vereins Danzig. In der Überlassungsvereinbarung heißt es hierzu: "Diese Sammlungen umfassen hauptsächlich das von seinen Sendboten zusammengebrachte Material bemerkenswerter Pflanzen und Tiere. Ferner […] eine Reihe von Brischke'schen Präparaten in Glaskästen.[1]

Die beiden erstgenannten Sammlungen wurden dem Museum von der Naturforschenden Gesellschaft in Danzig überlassen, die sich allerdings zunächst, wie auch der Botanisch-Zoologische Verein, die Eigentumsrechte an den Sammlungen vorbehalten hatte (Dauerleihgabe gem. Vertrag vom 1. Nov. 1880).
Der zu Beginn noch recht lückenhafte Sammlungsbestand des Museums wurde im Laufe der Jahre erweitert, wobei der erste Direktor, Hugo Conwentz, Wert auf deren „provinzielles Gepräge“ legte. In den ersten zwölf Jahren seines Bestehens erhöhte sich der Bestand des Museums um rund 20.000 Positionen, die teilweise aus mehreren Einzelstücken bestanden (z. B. Herbarien). Das Museum hatte einen jährlichen Etat für Anschaffungen in Höhe von 1.700 bis 2.000 Mark und war daher auf die wohlwollende Unterstützung der Bevölkerung und der Behörden angewiesen, die ihm infolge seiner rührigen Direktoren auch ständig gewährt wurde. Einzelstücke, die dem Museum von oftmals privaten Vorbesitzern oder Findern gegen geringes Entgelt zur Verfügung gestellt wurden, ergänzten dessen Sammlungen ebenso wie die Überlassung ganzer privater und institutioneller Sammlungen aus der Region. Darunter befanden sich die aus 10.000 Exemplaren bestehende Schmetterlingssammlung des Kaufmanns Robert Grentzenberg und eine 5.000 Arten umfassende Käfersammlung des Stadtrats Dr. Otto Helm. Auch die Bestände der archäologischen und völkerkundlichen Abteilung wuchsen durch Zuwendungen deutlich an. Für diese erhebliche Ausweitung der Sammlungen in den ersten 25 Jahren des Bestehens des Museums sind nur 25.000 Mark ausgegeben worden.
1905 bestanden die Sammlungen des Museums aus 30.500 „Nummern“:
| Stück  | Objekte                      |
| ------ | ---------------------------- |
| 1.350  | mineralogisch-petrografische |
| 12.500 | geologisch-paläontologische  |
| 1.400  | botanische                   |
| 3.200  | zoologische                  |
| 10.400 | vorgeschichtliche            |
| 1.650  | völkerkundliche              |

Von herausragender Bedeutung war die Bernsteinsammlung des Museums, die nach der Sammlung in Königsberg die zweitgrößte wissenschaftliche Bernsteinsammlung darstellte. Nachdem der Grundstock durch die Sammlung von Franz Anton Menge gelegt worden war, fiel auch die aus mehr als 5.000 Stücken bestehende Sammlung aus dem Nachlass von Otto Helm an das Museum. Weiterhin vergrößerten die Sammlungen von Hugo Conwentz und Paul Dahms die Bernsteinsammlung. Durch weitere Zuwendungen konnte das Museum auch eine beachtliche Sammlung an Rohbernstein und Bernstein-Artefakten anlegen. Ferner erwarb das Museum wiederholt kleinere und größere Suiten Baltischen Bernsteins mit organischen Einschlüssen käuflich, u. a. die von Heinrich Göppert. Aus den wenigen erhaltenen Unterlagen über die Bestandsentwicklungen lässt sich ableiten, dass dem Museum mindestens rund 13.000 Bernsteinstücke zugewendet wurden. Der tatsächliche Bestand dürfte aber noch deutlich höher gewesen sein. Auf der Grundlage dieser Sammlung erschienen eine Reihe wissenschaftlicher Arbeiten, von denen einige noch heute zu den klassischen Werken über Bernsteininklusen gezählt werden.
Die in den beiden Schausälen des Hauptgebäudes, Langenmarkt 24, ausgestellten Sammlungen waren von Beginn an der Öffentlichkeit zugänglich.
Das Westpreußische Provinzial-Museum änderte am 1. April 1923 seinen Namen in „Staatliches Museum für Natur und Vorgeschichte“ (SMNV) ab.
In den 65 Jahren seines Bestehens standen vier Direktoren an der Spitze des Museums:
- Hugo Conwentz (1880–1910),
- Paul Kumm (1910–1922),
- Wolfgang La Baume (1923–1938),
- Kurt Langenheim (1938–1945).

## Schicksal der Sammlungen im Zweiten Weltkrieg und die Nachkriegszeit
Zu Beginn des Zweiten Weltkrieges wurde mit der Auslagerung der Sammlungen begonnen. Einige Sammlungen verblieben in anderen Gebäuden in Danzig, z. B. im Goldenen Haus (Langenmarkt 41), in dem sich zu der Zeit das Naturhistorische Bezirksmuseum befand, andere wurden in ländliche Gebiete der Umgebung von Danzig verbracht. Trotz aller Bemühungen, die alten und wertvollen Kollektionen zu retten, gingen nahezu die gesamten Bestände der Sammlungen des Naturhistorischen Museums im Zweiten Weltkrieg verloren oder wurden vernichtet. Das nach Zugdam (heute Suchy Dąb) evakuierte Museumsarchiv ging im Artilleriefeuer der Roten Armee unter.
Die erhaltenen Teile der prähistorischen Sammlung befinden sich heute im ehemaligen Haus der Naturforschenden Gesellschaft in Danzig (Frauentor), in dem nun das Archäologische Museum in Danzig untergebracht ist. Im September 1977 wurde dort eine an die Tradition der großen Bernsteinsammlung anknüpfende Dauerausstellung eröffnet.